# WWE Tribute to the Troops

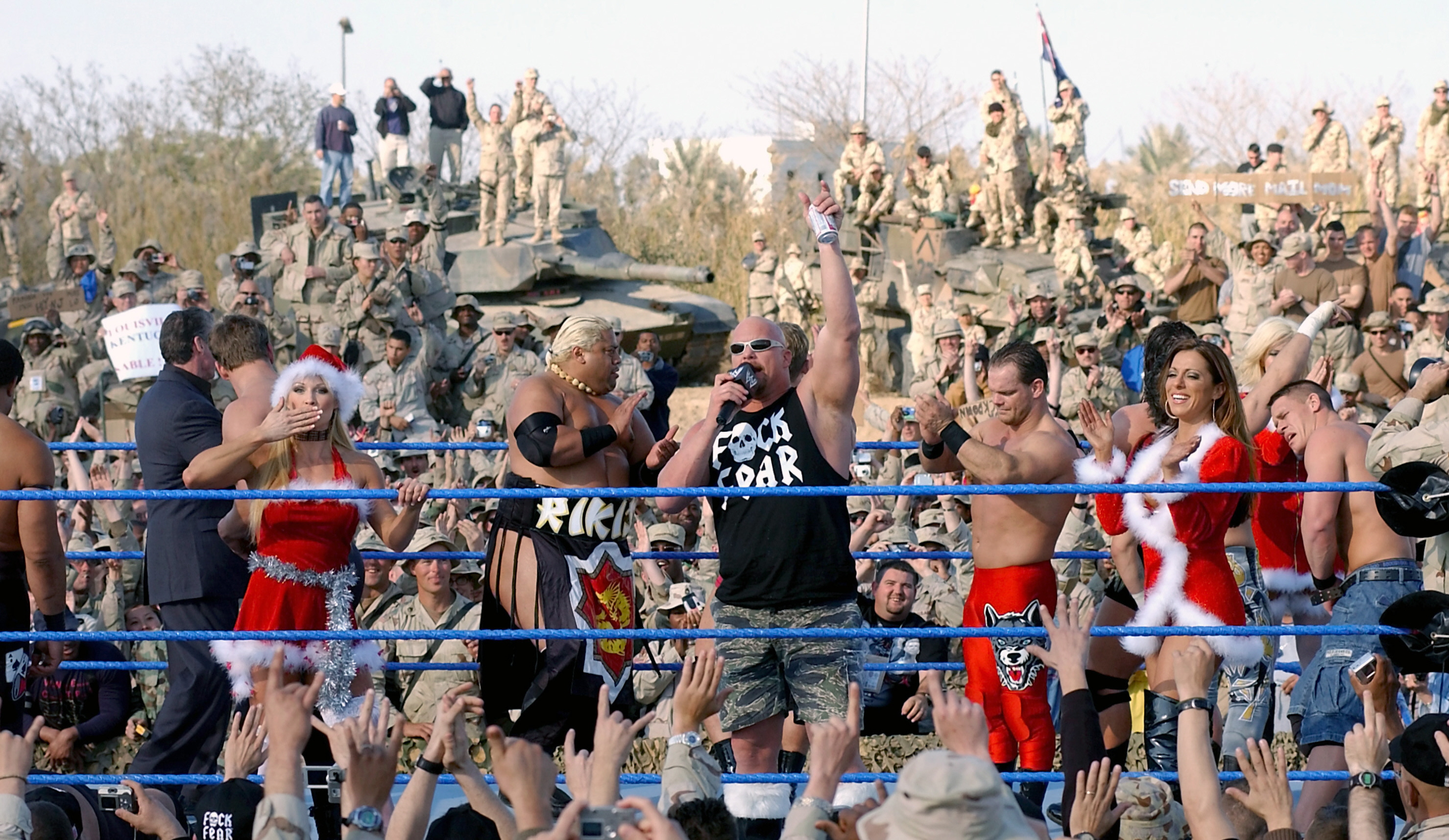
Stone Cold Steve Austin y demás súper estrellas en el Tribute to the Troops 2003.

WWE Tribute to The Troops es un evento anual de la WWE cada mes de diciembre desde el 2003 en honor a los hombres y mujeres de las Fuerzas Armadas que están batallando en Afganistán e Irak.
La WWE selecciona ciertas superestrellas y durante tres días interactúan con las tropas. En ese tiempo visitan las bases militares, los campamentos y el hospital.
El show es en campo abierto junto a superestrellas de RAW y Smackdown.
Luego lo transmiten en un especial con las superestrellas interactuando con los miembros del ejército.
El luchador de la WWE John "Bradshaw" Layfield fue quien tuvo la idea de realizar este evento

## Resultados

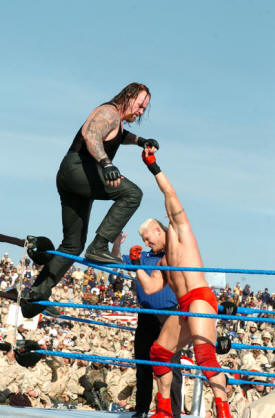
Undertaker aplicando la Old School a Heidenreich en Tribute to the Troops 2004.

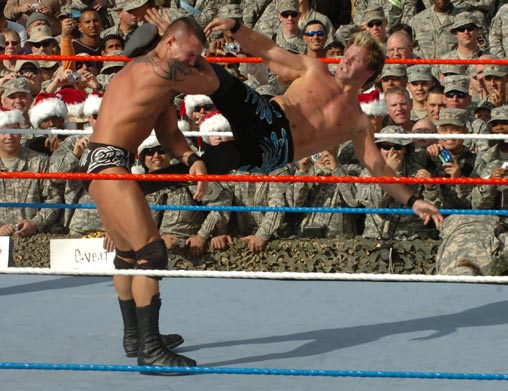
Chris Jericho luchando contra Randy Orton en el Tribute to the Troops 2007.

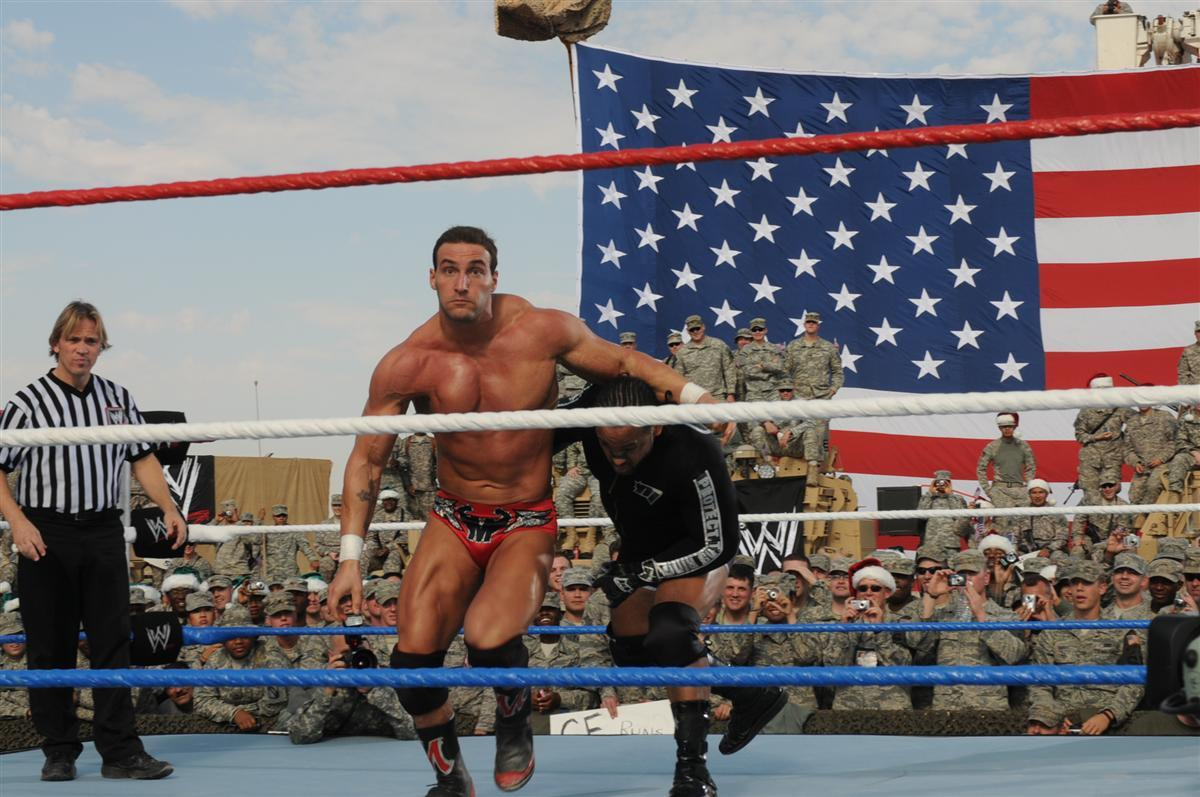
Chris Masters luchando contra Montel Vontavious Porter en el Tribute to the Troops 2009.

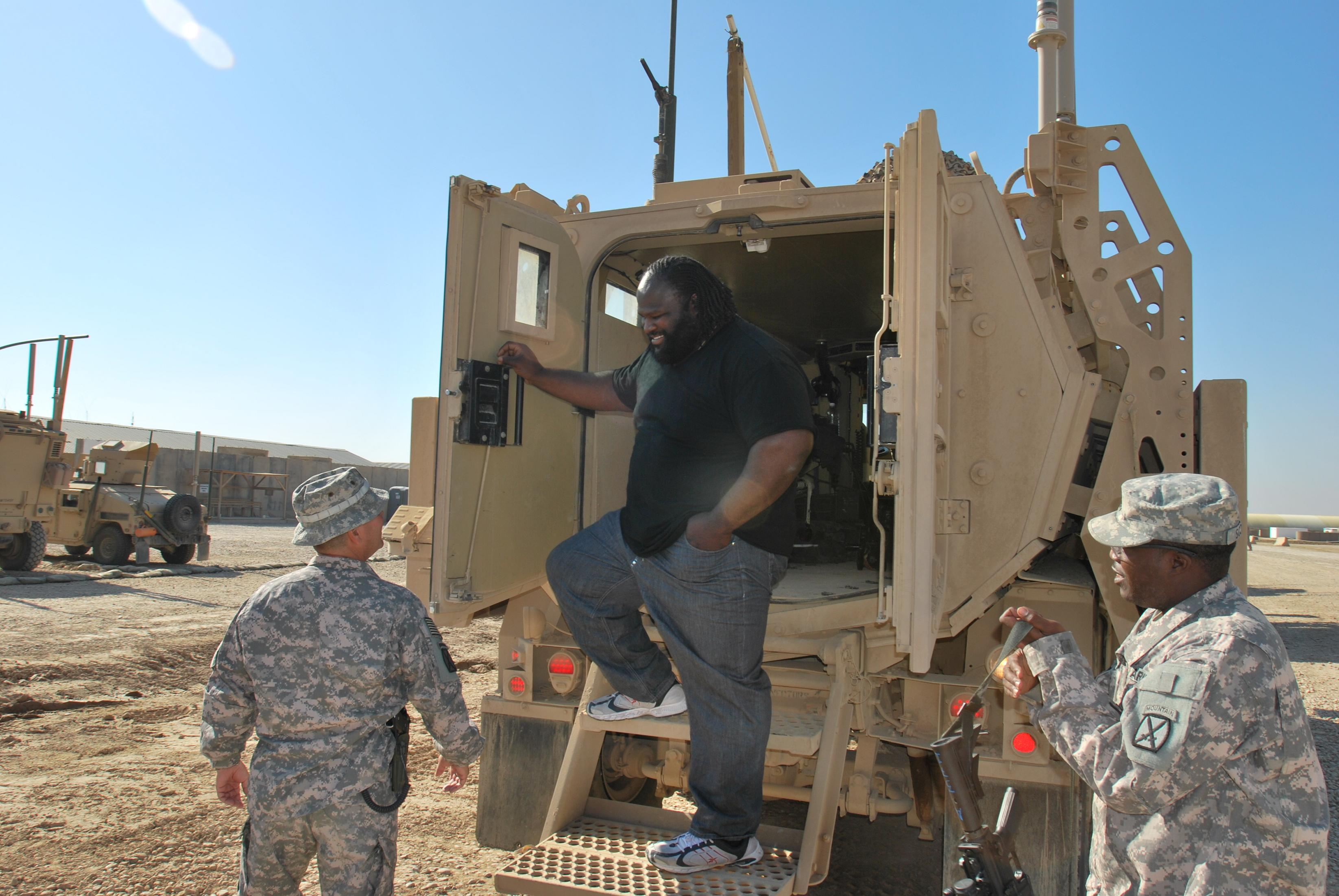
Mark Henry en Tribute to the Troops 2009.

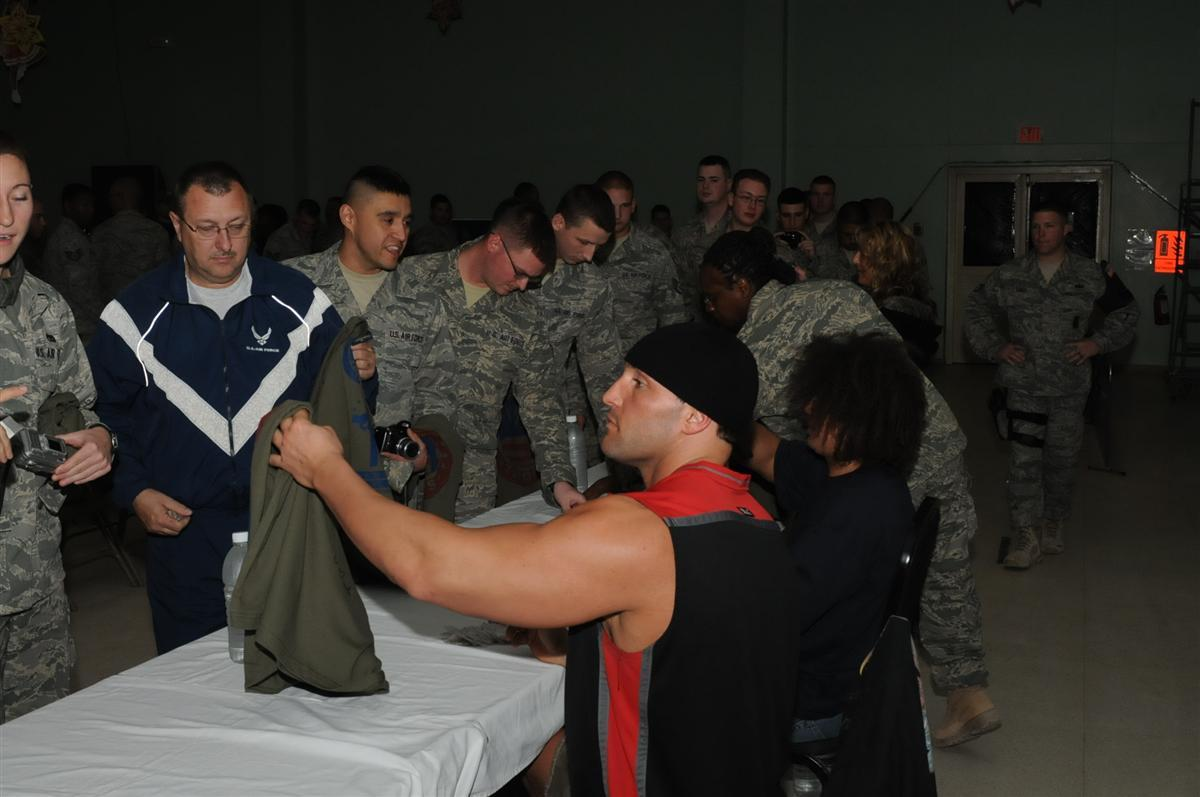
Chris Masters firmando autógrafos en el Tribute to the Troops 2009.

### 2003
25 de diciembre de 2003 en Bagdad, Irak.
- The APA (Faarooq & Bradshaw) derrotaron a The World's Greatest Tag Team (Shelton Benjamin & Charlie Haas) (4:38)
  - Bradshaw cubrió a Benjamin después de un "Clothesline from Hell"
- Rikishi derrotó a Rhyno (2:28)
  - Rikishi cubrió a Rhyno después de un "Samoan Drop"
- Eddie Guerrero derrotó a Chris Benoit (11:38)
  - Eddie Guerrero cubrió a Benoit después de invertir un "Powerbomb" en un "Sunset Flip"
- Torrie Wilson derrotó a Dawn Marie y Sable en un Santa's Little Helpers contest
  - Después del concurso Marie y Sable atacaron a Wilson
- John Cena derrotó a The Big Show (4:11)
  - Cena cubrió a Show después de un "FU"
  - Después de la lucha, Stone Cold Steve Austin les aplicó una "Stunner" a cada uno.

### 2004
25 de diciembre del 2004 en Tikrit, Irak.
- Booker T derrotó a René Dupree (3:41)
  - Booker cubrió a Dupree después de un "Scissors Kick"
- The Undertaker derrotó a Heidenreich por cuenta de fuera. (7:34)
  - El árbitro descalificó a Heidenreich tras contar 10 y no volver al ring.
- Hardcore Holly derrotó a Kenzo Suzuki (2:38)
  - Holly cubrió a Suzuki después de un "Alabama Slam"
- Eddie Guerrero & Rey Mysterio derrotaron a Kurt Angle & Luther Reigns (6:01)
  - Mysterio cubrió a Reigns después de un "Springboard Legdrop"

### 2005
19 de diciembre de 2005 en Bagram, Afganistán.
- The Big Show derrotó a Carlito (1:09)
  - Show cubrió a Carlito después de un "Chokeslam"
- Good Santa derrotó a Bad Santa (1:58)
  - Foley hizo rendir a Bradshaw con una "Mandible Claw"
- Gene Snitsky derrotó a Shelton Benjamin (1:52)
  - Snitsky cubrió a Benjamin después de un "Big Boot"
- John Cena derrotó a Chris Masters (4:53)
  - Cena cubrió a Masters después de un "FU"
- Ric Flair derrotó a Jonathan Coachman reteniendo el Campeonato Intercontinental de la WWE (2:01)
  - Flair hizo rendir a Coachman con una "Figure 4-Leglock"
- Candice Michelle & Maria Kanellis derrotaron a Trish Stratus & Ashley Massaro (4:16)
  - Candice cubrió a Ashley con un "Roll-Up"
- Shawn Michaels derrotó a Triple H en un No DQ match (13:35)
  - Michaels cubrió a Triple H después de una "Sweet Chin Music"

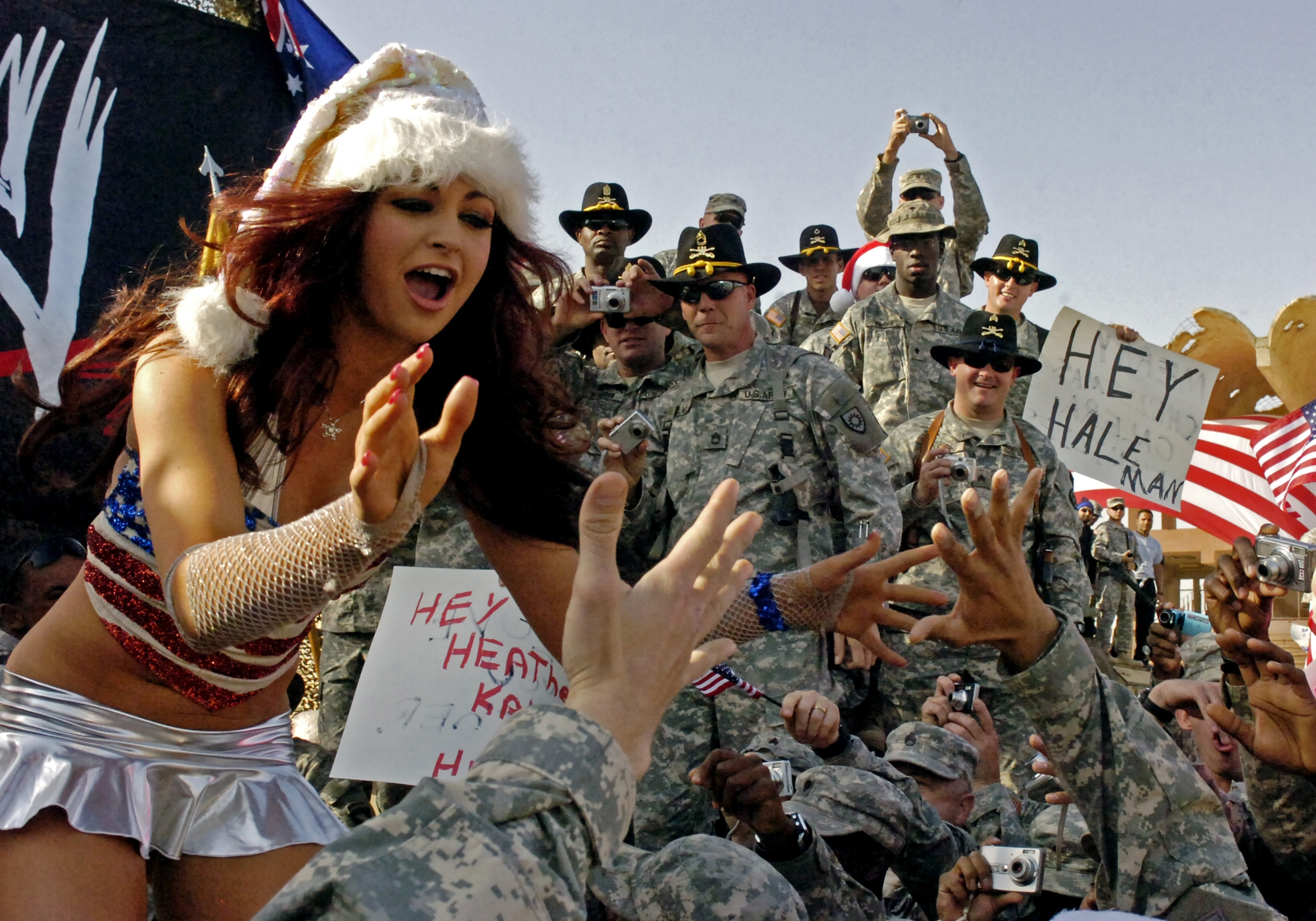
Maria en el WWE Tribute to the Troops.

### 2006
25 de diciembre del 2006 en Bagdad, Irak.
- John Cena derrotó a Edge (16:33)
  - Cena cubrió a Edge después de una "FU"
- CM Punk derrotó a Shelton Benjamin (4:47)
- The Undertaker derrotó a Johnny Nitro (c/Melina) (3:57)
  - Undertaker cubrió a Nitro después de una "Tombstone Piledriver"
- Bobby Lashley derrotó a Hardcore Holly (6:28)
  - Lashley cubrió a Holly después de un "Running Powerslam"
- Umaga derrotó a Jeff Hardy (5:53)
- Carlito derrotó a Randy Orton (5:09)
  - Carlito cubrió a Orton con un "Roll-Up"

### 2007
24 de diciembre del 2007 en Tikrit, Irak
- Chris Jericho derrotó a Randy Orton por descalificación (14:19)
  - El árbitro descalificó a Orton cuando JBL atacó a Jericho
- Jeff Hardy derrotó a Carlito (6:34)
  - Hardy cubrió a Carlito después de un "Twist of Fate" y un "Swanton Bomb"
- Mickie James & Maria Kanellis vs Kelly Kelly & Layla, terminó sin resultado. (4:00)
  - Vince McMahon detuvo la lucha hasta que Santa Claus vino con una serie de regalos tan raros que supuestamente eran de una lista de Mr. McMahon, por lo que esté desenmascaró a Claus, revelando que era ni más ni menos que John Cena, quien atacó a McMahon con un "Attitude Adjustment".
- Rey Mysterio derrotó a Mark Henry (4:17)
  - Mysterio cubrió a Henry con un "Roll-Up"
- D-Generation X (Triple H & Shawn Michaels) derrotaron a Mr. Kennedy & Umaga (11:00)
  - Michaels cubrió a Kennedy después de un "Pedigree" de Triple H y una "Sweet Chin Music"

### 2008
20 de diciembre del 2008 en Bagdad, Irak.
- CM Punk derrotó a John Morrison
  - Punk cubrió a Morrison después de un "GTS"
- Rey Mysterio derrotó a Montel Vontavious Porter
  - Mysterio cubrió a MVP después de un "619" y un "Splash"
- Randy Orton & John "Bradshaw" Layfield derrotaron a Batista & Kofi Kingston
  - Orton cubrió a Kingston después de un ""Clothesline from Hell" de Layfield
- Shelton Benjamin derrotó a R-Truth & The Brian Kendrick reteniendo el Campeonato de los Estados Unidos de la WWE
  - Benjamin cubrió a R-Truth con un "Roll-up"
- The Undertaker & Triple H derrotaron a The Big Show & Mark Henry
  - Triple H cubrió a Henry con un "Pedigree"
- Santino Marella & Beth Phoenix derrotaron a Jamie Noble & Mickie James
  - Phoenix cubrió a James después de un "Glam Slam"
- Kane derrotó a Matt Hardy en un No DQ match
  - Kane cubrió a Hardy después de un "Chokeslam" sobre una silla
- John Cena, Jeff Hardy & Shawn Michaels derrotaron a Edge, Chris Jericho & Vladimir Kozlov
  - Cena cubrió a Edge después, de revertir un "Argentine Roll-up", en un "FU"

### 2009
12 de diciembre del 2009 en Bagdad, Irak.
- Dark match: Montel Vontavious Porter derrotó a Chris Masters.
- Mark Henry & Rey Mysterio derrotaron a CM Punk & Carlito.
  - Henry y Mysterio cubrieron a Carlito y Punk simultáneamente después de un "World Strongest Slam" y un "619".
- The Miz derrotó a John Morrison.
  - The Miz cubrió a Morrison después de un "Skull Crushing Finale".
- John Cena derrotó a Chris Jericho reteniendo el Campeonato de la WWE.
  - Cena cubrió a Jericho después de un "Attitude Adjustment".
- D-Generation X (Triple H & Shawn Michaels), Christian & R-Truth derrotaron a Cody Rhodes, Ted DiBiase Jr, William Regal & Zack Ryder.
  - Christian cubrió a DiBiase después de un "Killswitch".
- Mickie James, Melina, Maria & Kelly Kelly derrotaron a LayCool (Michelle McCool & Layla), Maryse y Alicia Fox.
  - James cubrió a McCool después de un "Mick Kick".
- Kofi Kingston & Eve Torres derrotaron a Sheamus & Jillian Hall.
  - Torres cubrió a Hall después de un "Sunset Flip".
- Kane derrotó a Randy Orton en un Street Fight.
  - Kane cubrió a Orton después de un "Chokeslam"

### 2010

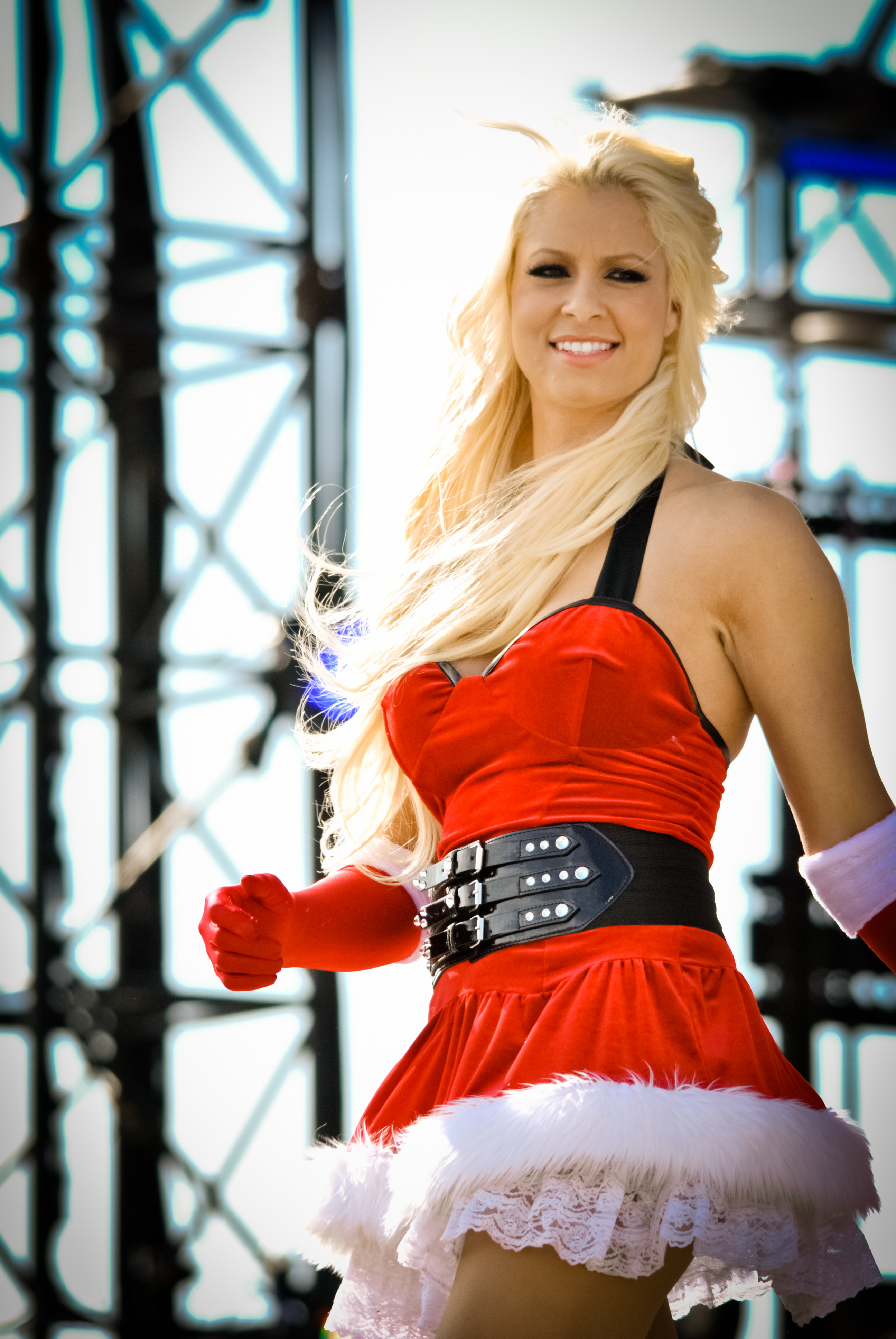
Maryse en el Tribute to the Troops del 2010.

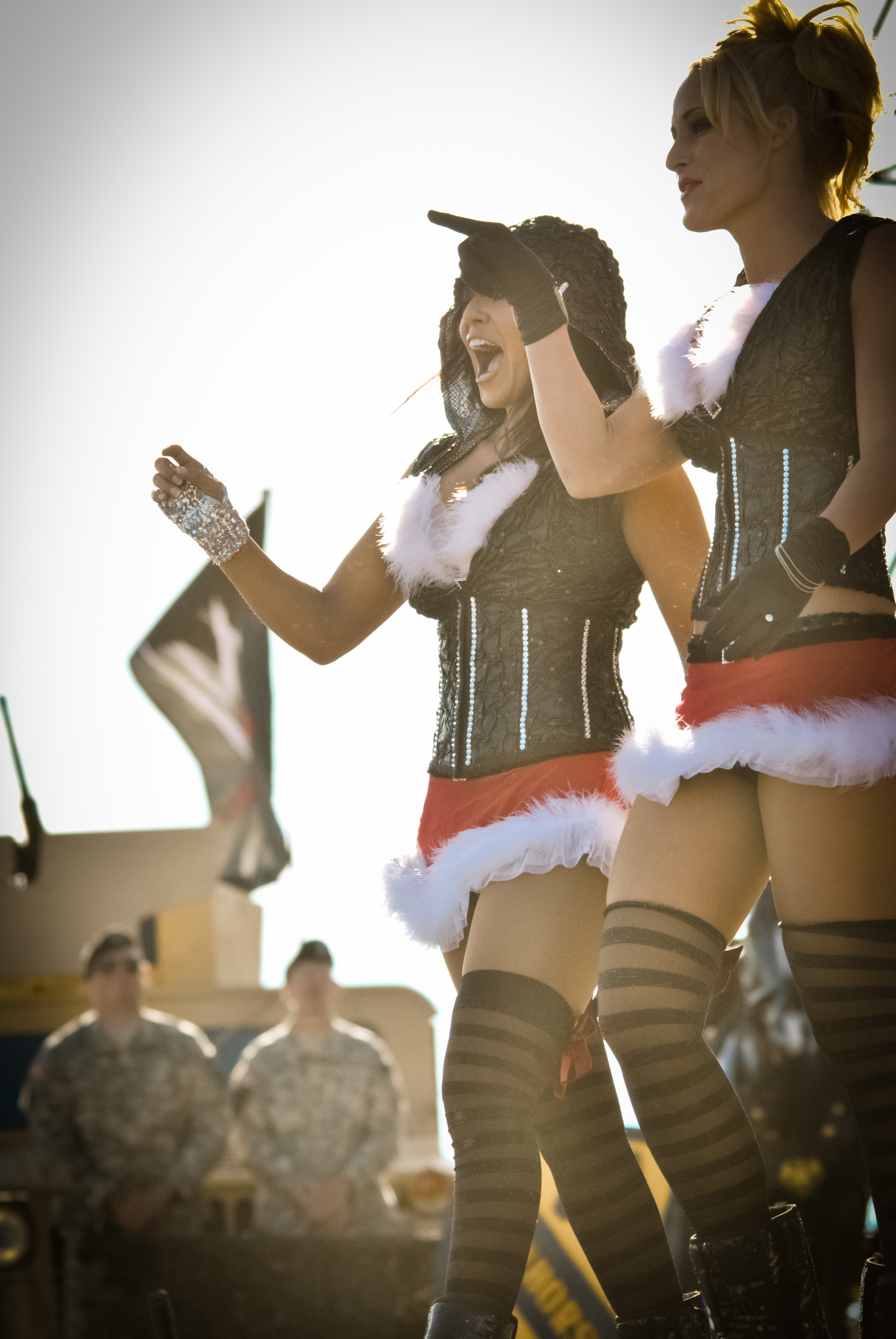
Michelle McCool y Layla haciendo su entrada sexy al ring en Tribute to the Troops 2010.

18 de diciembre del 2010 desde la base Fort Hood en Killeen, Texas. Este fue el primer Tribute to the Troops realizado en los Estados Unidos y no en un país asiático.
- R-Truth (con Eve Torres) derrotó a Ted DiBiase (con Maryse).
  - R-Truth cubrió a DiBiase después de un "Lie Detector".
- Kofi Kingston & The Big Show derrotaron a Dolph Ziggler & Jack Swagger.
  - Show cubrió a Swagger después de un "Chokeslam".
  - Rima Fakih fue la anunciadora del combate.
- Natalya, Kelly Kelly & The Bella Twins (Brie & Nikki) derrotaron a Melina, LayCool (Layla & Michelle McCool) & Alicia Fox.
  - Kelly cubrió a McCool después de un "K2".
- Mark Henry ganó una 15-Man Battle Royal.
  - Henry eliminó finalmente a Sheamus, ganando la lucha.
  - Los otros participantes, en orden de eliminación : 1.Chris Masters  2.Ezekiel Jackson  3.Santino Marella  4.Vladimir Kozlov            5.Chavo Guerrero  6.Cody Rhodes  7.Justin Gabriel  8.Daniel Bryan  9.David Otunga  10.John Morrison  11.Heath Slater              12.Michael McGillicutty  13.Husky Harris
- John Cena, Randy Orton & Rey Mysterio derrotaron a The Miz (con Alex Riley), Wade Barrett & Alberto Del Rio.
  - Cena cubrió a Del Río después de un "Attitude Adjustment".
  - Después de la lucha, D-Generation X (Triple H & Shawn Michaels) celebraron junto a los ganadores.

#### Eliminaciones de la Battle Royal
| Superstar            | Orden de eliminación | Eliminado por                                  | Tiempo |
| -------------------- | -------------------- | ---------------------------------------------- | ------ |
| Chavo Guerrero       | 5                    | Gabriel                                        | 5:35   |
| Chris Masters        | 1                    | Sheamus                                        | 1:44   |
| Cody Rhodes          | 6                    | Harris                                         | 5:49   |
| Daniel Bryan         | 8                    | Sheamus                                        | 6:54   |
| David Otunga         | 9                    | Morrison                                       | 7:49   |
| Ezekiel Jackson      | 2                    | Rhodes & Guerrero                              | 2:29   |
| Heath Slater         | 11                   | Henry                                          | 8:57   |
| Husky Harris         | 13                   | Henry                                          | 9:32   |
| John Morrison        | 10                   | Otunga                                         | 8:45   |
| Justin Gabriel       | 7                    | Bryan                                          | 6:45   |
| Mark Henry           | Ganador              | -                                              | 10:47  |
| Michael McGillicutty | 12                   | Henry                                          | 9:23   |
| Santino Marella      | 3                    | McGillicutty, Harris, Slater & Otunga          | 4:51   |
| Sheamus              | 14                   | Henry                                          | 10:47  |
| Vladimir Kozlov      | 4                    | McGillicutty, Harris, Slater, Otunga & Gabriel | 5:14   |

### 2011

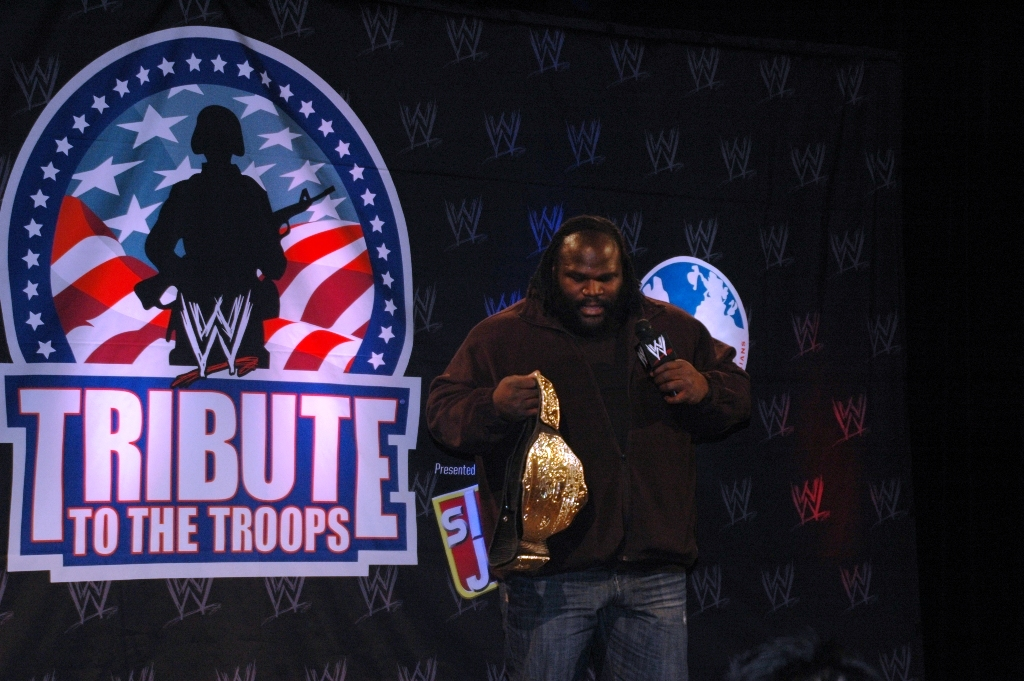
Henry como Campeón Mundial Peso Pesado en el Tribute to the Troops.

Tribute to the Troops 2011 tuvo lugar el 17 de diciembre de 2011 en el Crown Colise en Fayatteville, Carolina del Norte.
- Wade Barrett y Randy Orton terminaron sin resultado.
  - La lucha terminó sin resultado luego de que ambos luchadores recibieran la cuenta fuera.
  - Después de la lucha David Otunga intentó atacar a Orton, pero Orton le aplicó un "RKO" y un "Powerbomb" sobre una mesa.
- Zack Ryder (con Sgt. Slaughter) derrotó a Jack Swagger (con Dolph Ziggler).
  - Ryder cubrió a Swagger después de un "Rough Ryder".
- Maria Menounos, Alicia Fox, Eve Torres & Kelly Kelly derrotaron a The Bella Twins (Brie Bella & Nikki Bella), Beth Phoenix & Natalya.
  - Menounos cubrió a Phoenix después de un "Sunset Flip".
- Daniel Bryan derrotó a Cody Rhodes.
  - Bryan cubrió a Rhodes con un "Roll-up" luego de que Booker T lo atacara.
  - Después de la lucha, Rhodes y Booker T se atacaron mutuamente.
- Primo & Épico (con Rosa Mendes) derrotaron a Air Boom (Kofi Kingston & Evan Bourne).
  - Épico cubrió a Bourne después de un "Backstabber".
- Sheamus derrotó a Drew McIntyre.
  - Sheamus cubrió a McIntyre después de un "Brogue Kick".
- John Cena, The Big Show & CM Punk derrotaron a Alberto Del Rio (con Ricardo Rodríguez), The Miz & Mark Henry.
  - Cena cubrió a Henry con un "K.O. Punch" de Show y un "Attitude Adjustment".

### 2012
Tribute to the Troops 2012 tuvo lugar el 19 de diciembre de 2012 en el Norfolk Scope en Norfolk, Virginia.
- Sheamus & Randy Orton derrotaron a Dolph Ziggler & The Big Show. (05:57)
  - Sheamus cubrió a Show después de un «Brogue Kick» y un «RKO» de Orton.
  - Originalmente, Sheamus & Orton ganaron por cuenta fuera, pero el Mánager General de SmackDown! Booker T, ordenó continuar la lucha.
- Ryback derrotó a Alberto Del Rio (con Ricardo Rodríguez) por descalificación. (01:27)
  - Del Río fue descalificado después de que Rodríguez atacara a Ryback.
  - Después de la lucha, Ryback atacó a Del Río & Rodríguez y les aplicó un «Shell Shocked» a ambos.
- The Miz (con La Rana René & Miss Piggy) derrotó a Damien Sandow. (03:31)
  - The Miz cubrió a Sandow con un «Crucifix Roll-Up».
  - Después de la lucha, Miss Piggy besó a The Miz y este celebró con ambos.
- R-Truth & Team Hell No (Daniel Bryan & Kane) derrotaron a 3MB (Heath Slater, Drew McIntyre & Jinder Mahal). (03:27)
  - R-Truth cubrió a Slater después de un «Little Jimmy».
- Layla derrotó a Eve Torres.
  - Layla cubrió a Eve.
- Sin Cara, Brodus Clay, The Great Khali & Hornswoggle derrotaron a David Otunga, Primo, Épico & Tensai.
  - Hornswoggle cubrió a Otunga.
- John Cena derrotó a Antonio Cesaro.
  - Cena cubrió a Cesaro después de un «Attitude Adjustment»

### 2013
Tribute to the Troops 2013 tuvo lugar el 11 de diciembre de 2013 en el Joint Base Lewis-Mc Chord en Washington D. C..
- Daniel Bryan derrotó a Bray Wyatt (con Luke Harper & Erick Rowan) por descalificación. (1:43)
  - Wyatt fue descalificado luego de que Luke Harper & Erick Rowan atacaran a Bryan.
  - Después de la lucha, The Wyatt Family siguió atacando a Bryan hasta que este fue salvado por CM Punk.
  - Como resultado, Vickie Guerrero reinició la lucha en un Tag Team Match.
- CM Punk & Daniel Bryan derrotaron a The Wyatt Family (Luke Harper & Erick Rowan) (con Bray Wyatt) por descalificación. (5:50)
  - The Wyatt Family fueron descalificados después de atacar simultáneamente a Bryan.
  - Después de la lucha, The Wyatt Family siguió atacando a Punk & Bryan hasta que fueron detenidos por John Cena.
  - Como resultado, Vickie Guerrero reinició la lucha en un Six-Man Tag Team Match.
- John Cena, CM Punk & Daniel Bryan derrotaron a The Wyatt Family (Bray Wyatt, Luke Harper & Erick Rowan). (7:00)
  - Cena cubrió a Harper después de un «Attitude Adjustment».
- Rey Mysterio & The Usos (Jey Uso & Jimmy Uso) derrotaron a The Shield (Dean Ambrose, Seth Rollins & Roman Reigns). (9:00)
  - Mysterio cubrió a Rollins después de un «619» y un «Springboard Splash».
- Brie Bella ganó un 12-Diva Battle Royal.
  - Brie eliminó finalmente a AJ Lee, ganando la lucha.
  - Las otras participantes fueron: Nikki Bella, Rosa Mendes, Natalya, Eva Marie, Aksana, Alicia Fox, Jo-Jo, Kaitlyn, Naomi y Cameron.
- R-Truth derrotó a Fandango (con Summer Rae). (1:47)
  - R-Truth cubrió a Fandango después de un «Little Jimmy».
- Kofi Kingston derrotó a Dolph Ziggler.
  - Kingston cubrió a Ziggler después de un «Trouble in Paradise».
  - Después de la lucha, Kingston y Ziggler se dieron la mano en señal de respeto.
- The Big Show derrotó a Damien Sandow. (2:05)
  - Show cubrió a Sandow después de un «KO Punch».

#### Eliminaciones de la Battle Royal
| Diva        | Orden de eliminación | Eliminado por | Tiempo |
| ----------- | -------------------- | ------------- | ------ |
| AJ Lee      | 11                   | Brie Bella    | 5:00   |
| Aksana      | 10                   | AJ Lee        | 4:06   |
| Alicia Fox  | 6                    | Natalya       | 3:09   |
| Brie Bella  | Ganadora             | —             | 5:00   |
| Cameron     | 4                    | Nikki Bella   | 2:51   |
| Eva Marie   | 8                    | Nikki Bella   | 3:50   |
| Jo Jo       | 1                    | Eva Marie     | 00:18  |
| Kaitlyn     | 3                    | AJ Lee        | 2:08   |
| Naomi       | 5                    | Nikki Bella   | 2:55   |
| Natalya     | 7                    | Eva Marie     | 3:27   |
| Nikki Bella | 9                    | AJ Lee        | 4:05   |
| Rosa Mendes | 2                    | Naomi         | 1:23   |

### 2014
Tribute To The Troops 2014 tuvo lugar el 15 de diciembre de 2014 desde el Columbus Civic Center en Columbus, Georgia.
- The Usos (Jey Uso & Jimmy Uso) derrotaron a Gold & Stardust. (08:19)
  - The Usos cubrieron a Gold & Stardust después de un «Samoan Splash».
- Naomi ganó un Santa's Little Helpers Battle Royal. (04:01)
  - Naomi eliminó finalmente a Natalya, ganando la lucha.
  - Las otras participantes fueron: Cameron, Emma, Rosa Mendes, Alicia Fox, Nikki Bella, Brie Bella, Paige y Summer Rae.
- Dean Ambrose derrotó a Bray Wyatt en Boot Camp Match. (11:25)
  - Ambrose cubrió a Wyatt después de un «Diving Elbow Drop» sobre una mesa.
  - Durante la lucha, Sgt. Slaughter interfirió a favor de Ambrose.
- John Cena, Dolph Ziggler, Ryback & Erick Rowan derrotaron a Seth Rollins, The Big Show, Luke Harper & Kane. (09:48)
  - Cena cubrió a Harper después de un «Attitude Adjustment» sobre Show.
  - Con esta lucha Cena posee un invicto de 10-0 y cabe destacar que todas sus victorias en equipo, él se ha encargado de dar la victoria.

#### Eliminaciones de la Battle Royal
| Diva        | Orden de eliminación | Eliminado por               | Tiempo |
| ----------- | -------------------- | --------------------------- | ------ |
| Alicia Fox  | 5                    | The Bella Twins             | 2:13   |
| Brie Bella  | 7                    | Ella misma                  | 3:43   |
| Cameron     | 4                    | Naomi                       | 1:38   |
| Emma        | 1                    | Rosa Mendes                 | 0:36   |
| Natalya     | 9                    | Naomi                       | 4:01   |
| Nikki Bella | 8                    | Natalya y Naomi             | 4:00   |
| Naomi       | Ganadora             | —                           | 4:01   |
| Paige       | 6                    | The Bella Twins             | 2:48   |
| Rosa Mendes | 2                    | The Bella Twins y Cameron   | 1:14   |
| Summer Rae  | 3                    | Alicia Fox, Natalya y Naomi | 1:14   |

### 2015
Tribute To The Troops 2015 tuvo lugar el 8 de diciembre de 2015 en Jacksonville, Florida.
- Dark Match: Titus O'Neil derrotó a Heath Slater.
  - O'Neil cubrió a Slater después de un «Clash of the Titus».
- Jack Swagger derrotó a Rusev (con Lana) en un Boot Camp Match. (11:02)
  - Swagger forzó a Rusev a rendirse con un «Patriot Lock».
- Mark Henry derrotó a Bo Dallas. (0:45)
  - Henry cubrió a Dallas después de un «World Strongest Slam».
- Ryback derrotó a Kevin Owens por cuenta fuera. (3:05)
  - Ryback ganó luego de que Owens se negase a volver al ring antes de la cuenta de 10.
- Team B.A.D. (Sasha Banks, Tamina & Naomi) & Paige derrotaron a Team Bella (Brie Bella & Alicia Fox) & Team CB (Charlotte & Becky Lynch). (4:37)
  - Banks forzó a Fox a rendirse con un «Bank Statement».
- Roman Reigns, Dean Ambrose, The Usos (Jimmy Uso & Jey Uso), The Dudley Boyz (Bubba Ray & D-Von), Kane & Ryback derrotaron a The Wyatt Family (Bray Wyatt, Erick Rowan, Luke Harper & Braun Strowman) & The League Of Nations (Sheamus, Alberto Del Rio, Rusev & King Barrett). (13:28)
  - Ambrose cubrió a Harper después de un «Dirty Deeds».

### 2016
Tribute To The Troops 2016 tuvo lugar el 14 de diciembre de 2016 en el Verizon Center en Washington D. C.
- Cesaro & Sheamus derrotaron a Luke Gallows & Karl Anderson, The Golden Truth (Goldust & R-Truth) y The Shining Stars (Primo & Épico) y ganaron una oportunidad por el Campeonato en Parejas de Raw en Roadblock: End of the Line. (9:45)
  - Sheamus cubrió a Primo después de un «Brogue Kick».
- Apollo Crews (con Gabriel Iglesias) derrotó a The Miz (con Maryse). (2:30)
  - Crews cubrió a The Miz con un «Roll Up»
- The Wyatt Family (Bray Wyatt, Randy Orton & Luke Harper) derrotó a Dolph Ziggler & American Alpha (Chad Gable & Jason Jordan). (10:15)
  - Orton cubrió a Gable después de un «RKO»
- Bayley derrotó a Dana Brooke (con Charlotte Flair). (2:30)
  - Bayley cubrió a Brooke después de un «Bayley to Belly».
- Rich Swann, T.J. Perkins & Jack Gallagher derrotaron a The Brian Kendrick, Tony Nese & Drew Gulak. (5:30)
  - Swann cubrió a Gulak después de un «Spin Kick».
- Roman Reigns & Big Cass (con Enzo Amore) derrotaron a Kevin Owens & Rusev (con Lana). (13:00)
  - Reigns cubrió a Rusev después de un «Spear».

### 2017
Tribute To The Troops 2017 tuvo lugar el 14 de diciembre de 2017 en la Naval Base San Diego en San Diego, California. Contó con la participación especial de JBL en la mesa de comentaristas, y la de Lilian García como intérprete principal del Himno Nacional de Estados Unidos y como anunciadora especial.
- The Shield (Roman Reigns, Seth Rollins & Dean Ambrose) derrotó a Samoa Joe, Cesaro & Sheamus. (9:57)
  - Reigns cubrió a Cesaro después de un «Spear».
- Charlotte Flair (con Naomi) derrotó a Carmella (con Tamina & Lana) y Ruby Riott (con Liv Morgan, Sarah Logan & Natalya). (10:08)
  - Flair forzó a Carmella a rendirse con un «Figure-Eight Leglock».
- The New Day (Big E & Xavier Woods) (con Kofi Kingston) & The Usos (Jimmy & Jey) derrotaron a  Chad Gable &  Shelton Benjamin & Rusev & Aiden English. (8:06)
  - Woods cubrió a Benjamin después de un «Midnight Hour».
- Absolution (Paige, Mandy Rose & Sonya Deville) derrotaron a Bayley, Sasha Banks & Mickie James. (10:08)
  - Paige cubrió a James después de un «Ram-Paige».
- AJ Styles, Randy Orton & Shinsuke Nakamura derrotaron a Jinder Mahal, Kevin Owens & Sami Zayn (con The Singh Brothers) . (10:21)
  - Nakamura cubrió a Zayn después de un «Kinshasa».

### 2018
Tribute To The Troops 2018 tuvo lugar el 20 de diciembre de 2018 en la base Fort Hood en Killeen, Texas.
- Ronda Rousey & Natalya derrotaron a Nia Jax & Tamina y The Riott Squad (Liv Morgan & Sarah Logan) (con Ruby Riott). (6:35)
  - Rousey forzó a Logan y Morgan a rendirse con un «Armbar».
  - Durante la lucha, Riott interfirió a favor de The Riott Squad.
- Finn Bálor & Elias derrotaron a Drew McIntyre & Bobby Lashley (con Lio Rush). (6:55)
  - Elias cubrió a Lashley después de un «Sunset Flip».
  - Durante la lucha, Rush interfirió a favor de McIntyre & Lashley.
- Becky Lynch & Charlotte Flair derrotaron a Mandy Rose & Sonya Deville. (6:10)
  - Lynch forzó a Deville a rendirse con un «Dis-arm-her».
- AJ Styles & Seth Rollins derrotaron a Daniel Bryan & Dean Ambrose. (10:18)
  - Styles cubrió a Bryan después de un «Phenomenal Forearm».

### 2019
Tribute To The Troops 2019 tuvo lugar el 6 de diciembre de 2019 en el Marine Corps Air Station New River y el Marine Corps Base Camp Lejeune en Jacksonville, Carolina del Norte. Al contrario que las demás ediciones, esta no fue trasmitida por televisión. 
- Humberto Carrillo & Kevin Owens derrotaron a Drew McIntyre & Andrade (con Zelina Vega).
- The O.C. (AJ Styles, Karl Anderson & Luke Gallows) derrotaron a Ricochet & The Viking Raiders (Erik & Ivar).
- Las Campeonas Femeninas en Parejas de la WWE The Kabuki Warriors (Asuka & Kairi Sane) derrotaron a Natalya & Sarah Logan.

- The Street Profits (Angelo Dawkins & Montez Ford) derrotaron a Curt Hawkins & Zack Ryder.

- Seth Rollins derrotó a Erick Rowan.

### 2020
Tribute To The Troops 2020 tuvo lugar el 6 de diciembre de 2020 en el pabellón Amway Center en Orlando, Florida, debido a la pandemia de coronavirus 2019-2020.
- Daniel Bryan, Jeff Hardy, Rey Mysterio & The Street Profits (Angelo Dawkins & Montez Ford) derrotaron a Elias, King Corbin, Sami Zayn, Dolph Ziggler & Robert Roode.	
  - Ford cubrió a Zayn después de un «Frog Splash».
- Bianca Belair & Sasha Banks derrotaron a Bayley & Natalya.
  - Banks forzó a Natalya a rendirse con un «Bank Statement».
- El Campeón de la WWE Drew McIntyre derrotó a The Miz (con John Morrison).	
  - McIntyre cubrió a The Miz después de un «Claymore».
  - El Campeonato de la WWE de McIntyre y el contrato Money in the Bank de The Miz no estuvieron en juego.

### 2021
Tribute To The Troops 2021 tuvo lugar el 15 de octubre de 2021 en el Toyota Arena en Ontario, California. Se transmitió el 14 de noviembre de 2021.
- El Campeón de la WWE Big E derrotó a Dolph Ziggler (con Robert Roode).
  - Big E cubrió a Ziggler después de un "Big Ending".
  - Después de la lucha, Roode atacó a Big E, sin embargo este lo contraatacó con un "Big Ending".
  - El Campeonato de la WWE de Big E no estuvo en juego.
- Bianca Belair derrotó a Liv Morgan.
  - Belair cubrió a Morgan después de un "KOD".
  - Después de la lucha, Belair y Morgan se abrazaron en señal de respeto.
- El Campeón Universal de la WWE Roman Reigns (con Paul Heyman) derrotó al Campeón Intercontinental Shinsuke Nakamura.
  - Reigns cubrió a Nakamura después de un "Spear".
  - Ninguno de los títulos estuvieron en juego.

### 2022
Tribute To The Troops 2022 tuvo lugar el 11 de noviembre de 2022 en el Gainbridge Fieldhouse en Indianápolis, Indiana. Se transmitió el 17 de diciembre de 2022.
- Drew McIntyre, Ricochet & Sheamus derrotaron a Imperium (Gunther, Ludwig Kaiser & Giovanni Vinci).
  - Ricochet cubrió a Kaiser después de un "Shooting Star Press".
- Ronda Rousey & Shayna Baszler derrotaron a Emma & Tamina.
  - Baszler forzó a Tamina a rendirse con un "Kirifuda Clutch".
- Braun Strowman derrotó a LA Knight.
  - Strowman cubrió a Knight después de un "Monsterbomb".

### 2023
Tribute to the Troops 2023 tuvo lugar el 8 de diciembre de 2023 en el Amica Mutual Pavilion en Providence, Rhode Island como un episodio especial de SmackDown.
- Santos Escobar derrotó a Dragon Lee y avanzó en el Torneo por una oportunidad por el Campeonato de los Estados Unidos:
  - Escobar cubrió a Lee después un «Phantom Driver».
  - Antes del combate, Dominik Mysterio se unió a la mesa de comentaristas.
- Bobby Lashley derrotó a Karrion Kross y avanzó en el Torneo por una oportunidad por el Campeonato de los Estados Unidos:
  - Lashley cubrió a Kross después de un «Spear».
- Asuka derrotó a Charlotte Flair.
  - Asuka cubrió a Flair con un «Roll-up».
  - Durante la lucha, Bayley interfirió a favor de Asuka.
  - Antes de la lucha Bianca Belair, Charlotte Flair, Shotzi, Mia Yim & Zelina Vega atacaron a las miembros de Damage CTRL .
  - Durante la lucha Flair se lesionó, la pierna izquierda.
- Randy Orton & LA Knight derrotaron a The Bloodline (Solo Sikoa & Jimmy Uso):
  - Orton cubrió a Jimmy Uso después de un «RKO».
  - Después de la lucha, Orton y Knight se dieron la mano en señal de respeto.